# Massimo Antonio Doris
Massimo Antonio Doris (Bassano del Grappa, 9 giugno 1967) è un banchiere e dirigente d'azienda italiano, dal 2008 amministratore delegato di Banca Mediolanum.

## Biografia
Primogenito di Ennio Doris e fratello di Sara, studia all'Istituto Gonzaga di Milano e dopo la laurea in Scienze politiche a indirizzo amministrativo presso l’Università degli Studi di Milano, nel 1996 inizia il suo percorso professionale in Mediolanum occupandosi inizialmente del controllo di gestione e poi della vendita casa per casa delle polizze vita. Dal 1997 al 1999 matura un’esperienza nel mercato finanziario londinese operando in qualità di "sales assistant" presso le banche d’affari UBS, Merrill Lynch e Credit Suisse Financial Product.
Nel 1999 rientra in sede a Milano, impegnato nel lancio della piattaforma di compravendita in linea (trading online). Dopo avere superato l’esame di promotore finanziario con la conseguente iscrizione all’Albo, Massimo Doris matura le sue competenze professionali in ambito commerciale, lungo un percorso che, dall’impegno di assistente dell’allora direttore generale, Edoardo Lombardi, lo porta ad assumere la carica di responsabile della formazione della rete di promotori finanziari, fino alla nomina di Italian Network Manager, responsabile della rete nazionale dei consulenti globali di Banca Mediolanum, struttura che conta oltre 5.000 persone.
Nel 2005 si trasferisce in Spagna, a Barcellona come Amministratore Delegato e Direttore Generale di Banco de Finanzas e Inversiones (banca spagnola appartenente a Mediolanum che assumerà il nome della controllante).
Nel 2008 rientra in Italia e viene nominato amministratore delegato e direttore generale di Banca Mediolanum per poi essere dal maggio 2014 amministratore delegato, sostituendo il padre anche negli spot televisivi sulla banca.

## Altri incarichi
È (o è stato) socio unico e presidente del Consiglio di amministrazione di Snow Peaks S.r.l., socio accomandante di Casa al Traghetto S.a.s. di Andretta Pierluigi & C. e socio accomandante di gestione immobiliare in Torviscosa di Andretta Filippo Luca & C. S.n.c. Dall'aprile 2014 vicepresidente di Assoreti, dall'aprile 2012 al giugno 2014 è stato consigliere di Banca Esperia (nel 2016 Banca Mediolanum S.p.A. ha ceduto a Mediobanca S.p.A. la partecipazione detenuta in Banca Esperia S.p.A. pari al 50% del capitale sociale).

## Vita privata
È stato sposato con Cinzia Alfonsi, figlia dell’AD della Fedrigoni. Due i figli: Alberto e Anna.